# مک متینگلی
مک متینگلی (به انگلیسی: Mack Mattingly) سناتور سابق عضو حزب جمهوری‌خواه ایالات متحده آمریکا بود. وی در سال ۱۹۸۱ تا ۱۹۸۷ میلادی سناتور ایالت جورجیا در سنای ایالات متحده آمریکا بود.